# Couronnement du monarque britannique

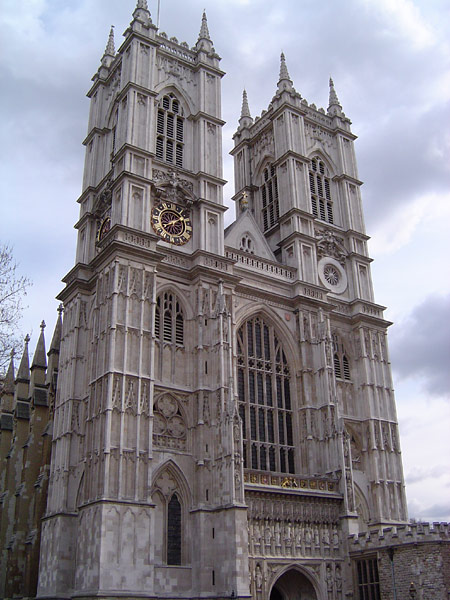
Le couronnement des souverains britanniques se déroule à l'abbaye de Westminster.

Le couronnement du monarque britannique est une cérémonie (ou plutôt un rite de passage) lors duquel le souverain du Royaume-Uni est officiellement couronné et investi des regalia du royaume. On dit dans ce cadre que le Roi ou la Reine est créé et non pas couronné (the creation of the King or Queen). Cette cérémonie correspond à peu près à celles qui existaient auparavant dans les autres monarchies européennes, mais qui ont été progressivement abandonnées au profit de simples cérémonies d'investiture ou d'intronisation.
Le couronnement a généralement lieu plusieurs mois après la mort du monarque précédent car il s'agit d'une cérémonie joyeuse qui serait inappropriée en période de deuil. Ce décalage entre l'accession au trône et le couronnement confère par ailleurs suffisamment de temps aux organisateurs pour achever les préparatifs nécessaires. Ainsi, Charles III fut couronné le 6 mai 2023 bien qu'il soit monté sur le trône à la mort de sa mère le 8 septembre 2022. Les lois britanniques établissent que le trône ne peut rester vacant et que le nouveau monarque succède au précédent immédiatement après sa mort.
La cérémonie du couronnement est généralement dirigée par l'archevêque de Cantorbéry, le chef de l'Église d'Angleterre. D'autres membres du clergé et de la noblesse y jouent également un rôle : la plupart des participants doivent alors porter des uniformes de cérémonies ou des toges. De nombreux représentants de l'État ainsi que des personnalités officielles étrangères assistent en outre à la cérémonie.
Les étapes et les règles essentielles du couronnement sont restées largement inchangées durant les mille dernières années. Le souverain est d'abord présenté et acclamé par le peuple. Il ou elle prête alors serment de soutenir la loi et l'Église. Ensuite, le monarque est oint avec de l'huile, couronné et investi des régalia avant de recevoir l'hommage de ses sujets.

## Histoire
Le moment du couronnement a varié au cours de l'histoire britannique. 
Les rois anglo-saxons n'avaient pas de lieu de couronnement défini et la cérémonie avait lieu tantôt à Bath, Kingston upon Thames, Londres et Winchester. Le dernier roi anglo-saxon, Harold II, fut couronné à l'abbaye de Westminster en 1066 et l'emplacement fut conservé pour les cérémonies ultérieures. Les principaux moments de la cérémonie de couronnement sont également restés les mêmes pendant les mille dernières années ; ils furent codifiés en 973 par Dunstan de Cantorbéry,. 
Le premier monarque normand, Guillaume le Conquérant, fut couronné le jour où il devint roi le 25 décembre 1066. La plupart de ses successeurs furent couronnés dans les semaines ou les jours qui suivirent leur accession au trône. Lorsque Londres était sous le contrôle des Français, Henri III fut couronné à Gloucester en 1216 ; il choisit par la suite de réaliser un second couronnement à Westminster en 1220. Deux-cents ans plus tard, Henri VI eut également deux cérémonies de couronnements : en tant que roi d'Angleterre à Londres en 1429 et en tant que roi de France à Paris en 1431.
Édouard Ier participait à la Neuvième Croisade lorsqu'il devint roi en 1272 ; il fut couronné lors de son retour en Angleterre, en 1274. Le couronnement d'Édouard II fut également retardé par une campagne en Écosse en 1307. Henri VI n'était âgé que de quelques mois lorsqu'il accéda au trône en 1422 ; il fut couronné en 1429 mais n'assuma pas les affaires de l'État avant sa majorité en 1437. 
Du fait de la période séparant l'accession au trône et le couronnement, certains monarques ne furent jamais couronnés. Édouard V et Jeanne Grey furent tous deux déposés avant leur couronnement, respectivement en 1483 et 1553. Édouard VIII ne fut pas couronné non plus car il abdiqua en 1936 avant la fin de la période d'attente habituelle d'un an. Cependant la loi britannique ne prévoit pas de vacance du trône et le monarque accède au trône au moment où son prédécesseur meurt et non au moment du couronnement, d'où l'expression « Le roi est mort, vive le roi ! » (« The King is dead. Long live the King. »).
Après la Première Révolution anglaise, Oliver Cromwell refusa de ceindre la couronne et de prendre le titre de roi. Il fut cependant investi Lord Protecteur en 1657 lors d'une cérémonie qui avait tout d'un couronnement, hormis le nom.
À partir du règne de la Maison de Hanovre, entre la fin du XVIIIe et du XIXe siècle, il fut jugé approprié d'allonger de plusieurs mois la période séparant l'accession au trône et la cérémonie du couronnement afin de pouvoir pleurer le monarque précédent et de réaliser les préparatifs de la cérémonie. Enfin, depuis le règne de George IV, en général au moins une année s'écoule entre l'accession au trône du monarque et son couronnement. Seul George VI n'a pas respecté cette règle puisque son prédécesseur n'était pas mort au moment de son accession mais avait abdiqué. La date du couronnement ayant déjà été établie, elle eut simplement lieu avec le nouveau roi. Charles III et la reine Camilla furent exemptés de cette règle car Élisabeth II mourut en septembre 2022, et leur couronnement fut en mai 2023 - seulement huit mois plus tard au lieu d'un an complet, et le printemps est la saison préférée pour cet événement.
Le couronnement d'Élisabeth II en 1953 fut filmé par la British Broadcasting Corporation. Initialement, seule la partie de la cérémonie allant jusqu'à la chorale devait être diffusée en direct et le restant devait être filmé et diffusé ultérieurement après le retrait des possibles maladresses. Cela aurait empêché les téléspectateurs d'assister en direct à la plupart des moments importants de la cérémonie dont le couronnement. Cela déclencha cependant une controverse dans la presse et l'affaire fut même discutée au Parlement. Finalement, la cérémonie complète fut diffusée, à l'exception de l'onction et de la communion qui avaient également été interdits aux photographes lors du couronnement précédent. On ne sut que 30 ans plus tard que le revirement avait été causé par l'intervention personnelle de la reine. On estime que plus de 20 millions de personnes regardèrent le programme dans le seul Royaume-Uni, une audience sans précédent dans l'histoire de la télévision. La cérémonie accrut largement l'intérêt du public pour la télévision.
Le monarque est simultanément couronné souverain de multiples nations. Élisabeth II dut ainsi répondre à la question : « Promettez-vous et jurez-vous solennellement de gouverner les Peuples du Royaume-Uni de Grande-Bretagne et d'Irlande du Nord, du Canada, d'Australie, de Nouvelle-Zélande, de l'Union d'Afrique du Sud, du Pakistan, de Ceylan et de vos Possessions et autres Territoires selon leurs lois et coutumes respectives ? »,.
Par le passé, le couronnement a pu être réalisé en faveur d'une autre personne que le monarque régnant. En 1170, Henri le Jeune, héritier du trône, fut couronné en tant que second roi d'Angleterre, subordonné à son père Henri II ; de tels événements étaient courants dans la France et l'Allemagne médiévale mais elle n'eurent lieu que deux fois en Angleterre (l'autre cas étant celui d'Ecgfrith de Mercie, couronné en 796 alors que son père, Offa de Mercie, était encore en vie). 

### Couronnement de la reine consort
L'épouse d'un roi est couronnée en tant que reine consort, mais le mari d'une reine n'est jamais couronné. Si le roi est déjà marié au moment de son couronnement, une cérémonie commune pour le roi et la reine peut être organisée. La première cérémonie de ce type fut celle d'Henri II d'Angleterre et d'Aliénor d'Aquitaine en 1154 ; dix-huit cérémonies similaires ont eu lieu par la suite dont celle des co-souverains Guillaume III et Marie II. La plus récente fut celle des monarques actuels, Charles III et Camilla Parker Bowles, en 2023. 
Si le roi se marie ou se remarie après son couronnement ou si son épouse n'est pas couronnée avec lui pour une raison quelconque, elle peut être couronnée lors d'une cérémonie séparée. La première cérémonie séparée d'une reine consort en Angleterre fut celle de Mathilde de Flandre en 1068 et la dernière fut celle d'Anne Boleyn en 1533. Le dernier roi à s'être remarié après son couronnement, Charles II, n'eut pas de cérémonie séparée pour son épouse, Catherine de Bragance.

## Participants
Parmi les participants au couronnement figurent des dignitaires étrangers et du Commonwealth ainsi que des Britanniques dont certains prennent directement part à la cérémonie. Pour le couronnement d'Élisabeth II en 1953, 7 500 invités se serrèrent dans l'abbaye de Westminster et chacun d'entre eux disposait d'un maximum de 46 cm pour s'asseoir.

### Clergé
L'archevêque de Cantorbéry, qui a la préséance sur tous les autres ecclésiastiques et tous les laïcs britanniques à l'exception des membres de famille royale officie traditionnellement lors du couronnement ; durant son absence, un autre évêque nommé par le monarque peut toutefois prendre sa place. Il y a d'ailleurs eu beaucoup d'exceptions à cette coutume durant les mille ans d'existence de la monarchie. Guillaume Ier fut couronné par l'archevêque d'York car l'archevêque de Cantorbéry avait été nommé par l'antipape Benoît X et cette nomination n'était pas reconnue par le nouveau pontife. Édouard II fut quant à lui couronné par l'évêque de Winchester car l'archevêque de Cantorbéry avait été exilé par Édouard Ier. Marie Ire, qui était catholique, refusa d'être couronnée par l'archevêque protestant Thomas Cranmer ; la cérémonie fut donc réalisée par l'évêque de Winchester. Finalement, lorsque Jacques II fut déposé et remplacé par Guillaume III et Marie II, l'archevêque de Cantorbéry refusa de reconnaître les nouveaux souverains ; ils durent donc être couronnés par l'évêque de Londres.
Ainsi, à chaque fois que l'archevêque de Cantorbéry ne participa pas au couronnement, il fut remplacé par un autre ecclésiastique de haut rang : l'archevêque d'York est le second dans l'ordre de préséance puis viennent l'évêque de Londres, l'évêque de Durham et l'évêque de Winchester. Élisabeth Ire fut toutefois couronnée par l'évêque de Carlisle (dont le siège épiscopal n'est rattaché à aucune préséance particulière) car les prélats considéraient sa naissance comme illégitime.
Deux autres évêques doivent servir comme les gardes du corps du monarque du moment de son arrivée à l'abbaye au moment de son départ. Depuis le couronnement de Richard I en 1189, l'évêque de Durham et l'évêque de Bath et Wells ont fait ces rôles.

### Grands officiers d'État
Les grands officiers d'État participent traditionnellement à la cérémonie du couronnement. Les charges de Lord Grand Intendant et de Lord Grand Connétable n'ont pas été continuellement attribuées depuis, respectivement, le XVe et le XVIe siècle mais elles sont cependant réinstaurées à l'occasion de chaque nouveau couronnement,. Le Lord Grand Chambellan revêt le souverain des habits cérémoniels avec l'aide du Maitre des robes (dans le cas d'un roi) ou de la Maitresse des robes (dans le cas d'une reine).
Les barons des Cinq-Ports participent également à la cérémonie. Auparavant, les barons étaient les membres de la Chambre des communes représentant les cinq ports de Hastings, New Romney, Hythe, Douvres et Sandwich. Les réformes du XIXe siècle ont cependant intégré les Cinq-Ports dans le système administratif commun au reste de la nation. Durant les derniers couronnements, les barons ont donc été désignés spécialement parmi les conseillers de leur ville uniquement pour participer à la cérémonie. Initialement, les barons devaient porter un dais cérémoniel au-dessus du souverain. La dernière fois que les barons réalisèrent cette tache se produisit lors du couronnement de George IV, en 1821. Les barons ne participèrent pas aux couronnements de Guillaume IV (qui voulait une cérémonie simple et peu coûteuse) et de Victoria. Depuis lors, les barons sont présents aux cérémonies mais ne portent plus le dais.

### Autres participants
De nombreux propriétaires terriens et d'autres personnes ont des rôles honorifiques lors du couronnement. Leur participation à la cérémonie est déterminée par un tribunal des demandes spéciales présidé traditionnellement par le Lord Grand Intendant. Le premier tribunal de ce type connu fut réuni en 1377 à l'occasion du couronnement du roi Richard II. Sous le règne des Tudors, la charge héréditaire de Lord Grand Intendant fut réunie à la couronne et Henri VIII introduisit la tradition moderne de nommer un intendant temporaire à chaque cérémonie.
En 1952, par exemple, le tribunal accepta la demande du Doyen de Westminster de conseiller la reine sur la procédure à suivre durant la cérémonie (depuis environ mille ans, lui et ses prédécesseurs ont conservé un Livre Rouge non publié sur les règles du couronnement). Il accepta également les demandes de l'évêque de Durham et de l'évêque de Bath et Wells de marcher aux côtés de la reine lorsqu'elle entrerait et sortirait de l'Abbaye et de se tenir à ses côtés lors du rituel du couronnement. Le tribunal accepta aussi la demande du comte de Shrewsbury en sa capacité de Lord Grand Intendant d'Irlande de porter une canne blanche et la demande des élèves de la Westminster School d'être les premiers à acclamer le monarque pour le compte du peuple (leurs cris de « Vivat ! Vivat Regina ! » furent incorporés à l'hymne).

## Tenues du couronnement

### Vêtements du souverain

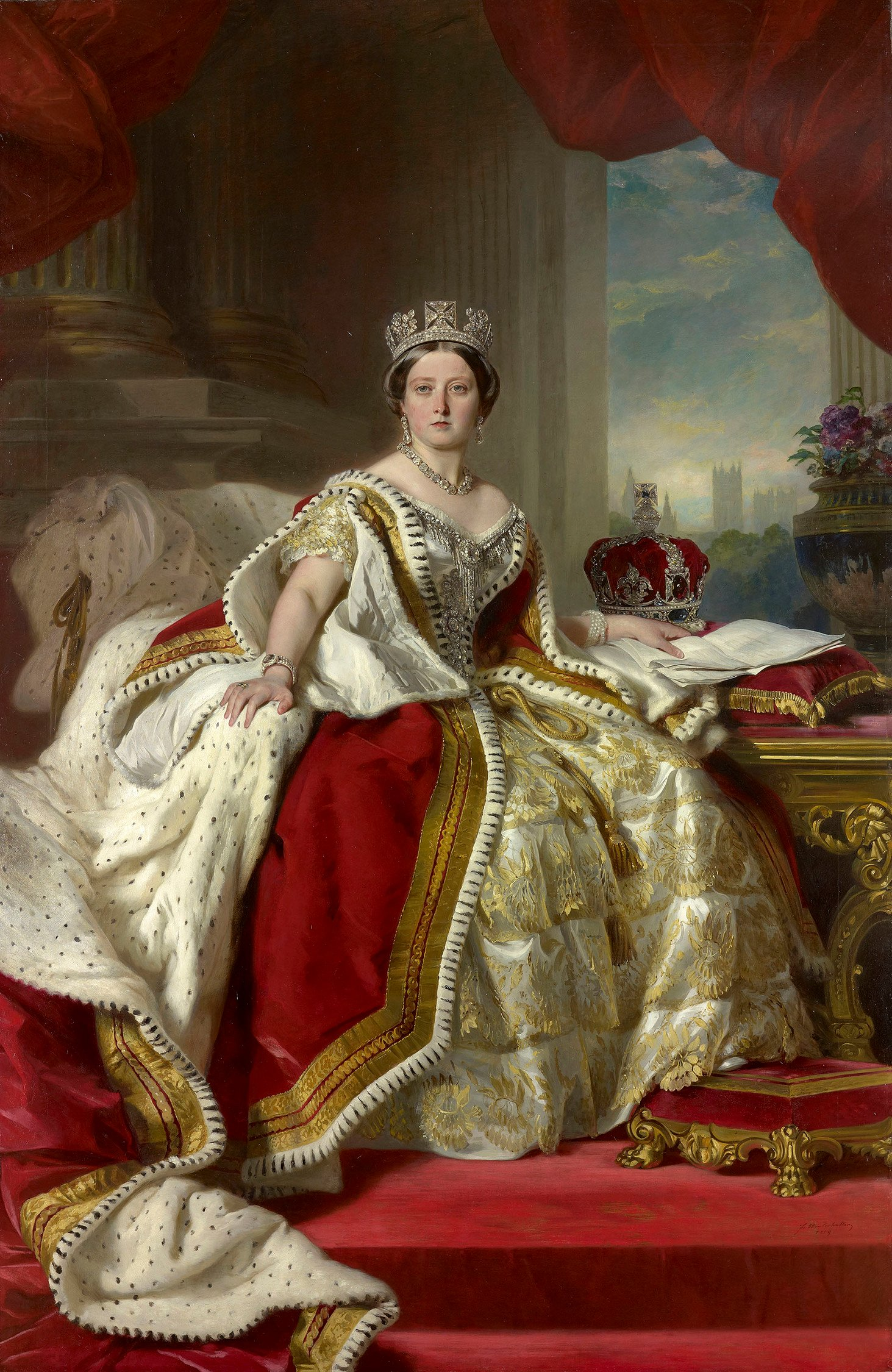
Portrait de la reine Victoria portant le manteau du couronnement et le diadème de George IV.

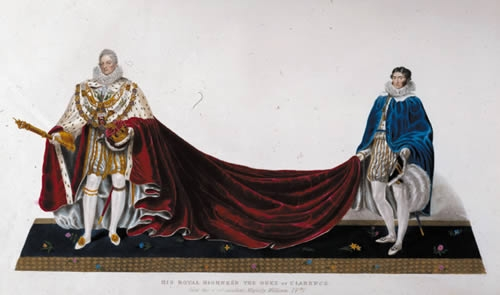
Un duc portant la traine de Guillaume IV.

Le souverain porte plusieurs tenues différentes tout au long de la cérémonie :
- Crimson surcoat (Tunique pourpre) - la principale tenue, portée durant la plus grande partie de la cérémonie sous les autres vêtements. En 1953, Élisabeth II portait une toge neuve à la place de la tunique[39].
- Robe of State of crimson velvet ou Parliament Robe (Robe du Parlement) - la première robe du couronnement, portée à l'entrée de l'abbaye et ensuite à la cérémonie d'ouverture du Parlement. Il s'agit d'une cape d'hermine et d'une longue traine de velours pourpre décorée de dentelles dorées[39].
- Anointing gown (Tunique de l'onction) - un vêtement simple et austère porté durant l'onction. Il est de couleur blanche sans décoration et se ferme dans le dos[39].
- Colobium sindonis (Tunique voilée) - la première tenue avec laquelle le souverain est investi. Il s'agit d'une tunique blanche lâche de lin bordée de dentelles, sans manche, ouverte sur les côtés et sans col. Elle symbolise l'origine de l'autorité royale issue du peuple[39].
- Supertunica - la seconde tenue avec laquelle le souverain est investi. Il s'agit d'un long manteau de soie dorée descendant jusqu'aux chevilles et possédant de larges manches. Elle est bordée de dentelles dorées et de soie rose et est décorée des insignes royaux. Elle dérive de la grande toge des consuls de l'Empire byzantin[39].
- Robe Royal ou Pallium Regale - la principale tenue portée durant la cérémonie[19]. Il s'agit d'une mante carrée bordée de soie pourpre et décorée de couronnes argentées, les symboles nationaux et les aigles impériaux en argent dans les quatre coins[39].
- Stole Royal ou armilla - un foulard de soie dorée accompagnant la Robe Royal richement décorée avec des motifs dorés et argentés, des joyaux, de la soie rose et des bordures dorées[39].
- Purple surcoat (Tunique violette) - l'équivalent de la tunique pourpre portée dans la dernière partie de la cérémonie[39].
- Imperial Robe of purple velvet (Robe impériale de velours pourpre) - la robe portée à la fin de la cérémonie, à la sortie de l'abbaye. Elle inclut une cape d'hermine avec une traine de velours violet. Le pourpre rappelle les tenues impériales des empereurs romains[39].

Tandis que les regalia sont tous des objets anciens liés à l'histoire du couronnement, il est de coutume que la plupart des tenues utilisées lors de la cérémonie soient réalisées spécialement pour chaque nouveau monarque. Les exceptions actuelles sont la supertunica et la Robe Royal, qui datent toutes deux du couronnement de George IV, en 1821.

### Costume officiel

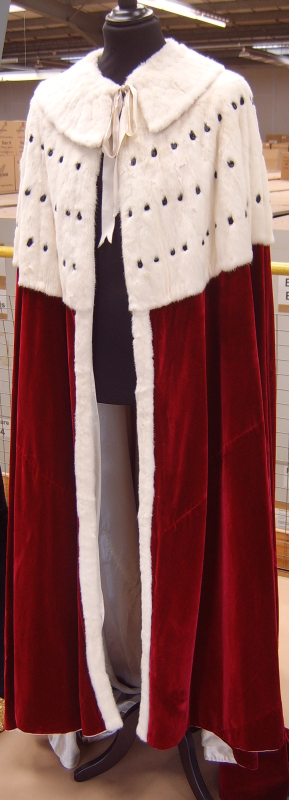
Tenue de couronnement d'un comte.

Plusieurs participants à la cérémonie du couronnement portent des tenues particulières. Les tenues des pairs incluent un long manteau de velours pourpre et une cape d'hermine. Le nombre de rangs de points en peau de phoque indique le rang du pair : les ducs en ont quatre, les marquis trois et demi, les comtes trois, les vicomtes deux et demi et les barons et les lords deux. Les ducs royaux ont six rangs d'hermine et des longues traines portées par des pages. Les rangs des pairesses ne sont pas indiqués par les points en peau de phoque mais par la longueur de leur traine et la largeur de la bordure d'hermine sur celle-ci. Les traines des duchesses mesurent deux mètres de long, celles des marquises sont de 175 cm, celles des comtesses sont de 150 cm, celles des vicomtesses sont de 125 cm, celles des baronnes et des dames sont de 100 cm. Les bordures d'hermine sont larges de 127 mm pour les duchesses, de 102 mm pour les marquises, de 76 mm pour les comtesses et 50 mm pour les vicomtesses, les baronnes et les dames. Les tenues des pairs et des pairesses ne sont utilisées que lors des couronnements.

### Couronnes
Les pairs portent des couronnes, tout comme la plupart des membres de la famille royale. Ces couronnes arborent des emblèmes héraldiques basés sur le rang ou les relations avec le monarque. L'héritier apparent porte une couronne à croix pattée alternant avec des fleurs de lys surmontée d'une arche. Une couronne similaire, sans l'arche, est utilisée par les autres enfants et les frères et sœurs du souverain. La couronne des enfants de l'héritier apparent arbore des fleurs de lys, deux croix pattées et deux feuilles de fraise. Un quatrième type de couronne, possédant quatre croix pattées et quatre feuilles de fraise, est utilisé pour les enfants des fils et des frères du monarque. Ces couronnes ont le pas sur les couronnes de tous les pairs. La couronne des ducs porte huit feuilles de fraise, celle des marquis en a quatre alternant avec quatre billes d'argent, celle des comtes possède huit feuilles de fraise alternant avec huit billes d'argent, celle des vicomtes arbore seize billes d'argent et celle des barons a six billes d'argent. Les couronnes des pairesses sont similaires.

### Autres participants
En plus des membres de la noblesse, de nombreuses personnalités politiques assistent à la cérémonie du couronnement dont le Premier ministre, tous les membres du Cabinet, tous les gouverneurs-généraux et les Premiers ministres des royaumes du Commonwealth, tous les gouverneurs des colonies de la couronne britannique, de même que des chefs d'État des nations dépendantes. Des dignitaires et des représentants d'autres nations sont également invités.
Traditionnellement, les monarques étrangers n'assistèrent pas aux couronnements britanniques et ils furent représentés par les autres royautés, souvent leur héritiers. Cette tradition fut terminée en 2023 avec le couronnement de Charles III et Camilla, quand seize monarques étrangers furent présents. Les reines douairières n'assistèrent pas aussi aux couronnements jusqu'à 1937, quand la reine Mary de Teck assista au couronnement de son fils, George VI.

## Reconnaissance et serment

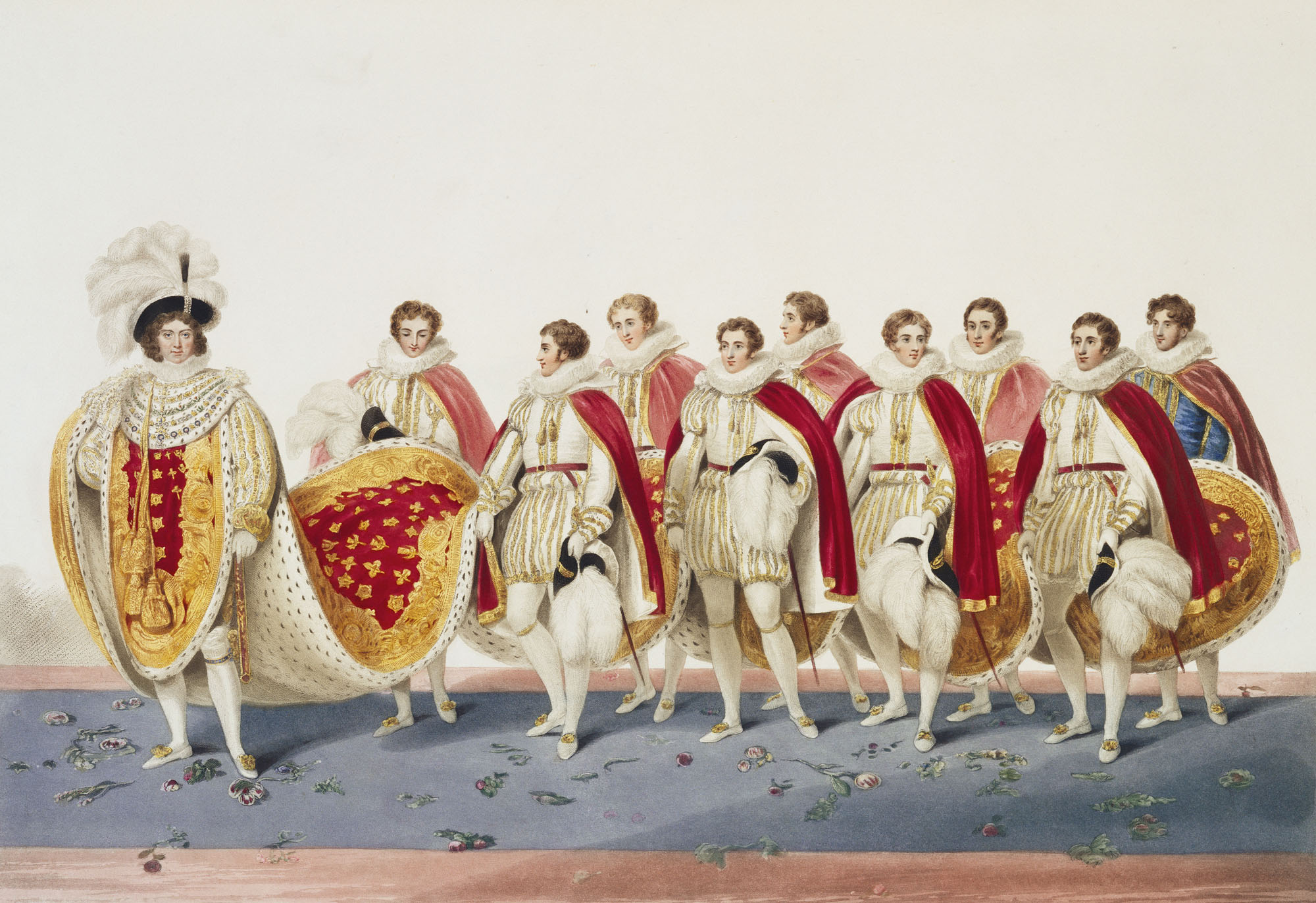
La traine de George IV était portée par huit pairs et le maitre de la garde-robe. De gauche à droite : le roi, le duc de Norfolk, le duc de Wellington, le marquis de Cranborne, le comte de Brecnock, le comte d'Oxbridge, le marquis de Cholmondeley, le comte de Hastings, le comte de Shrewsbury et le marquis de Conyngham.

Lors de la cérémonie, le souverain entre dans l'abbaye de Westminster en portant la tunique pourpre et la robe d'État de velours pourpre. Une fois qu'il a pris place sur le trône d'État, le grand héraut de la jarretière, l'archevêque de Cantorbéry, le Lord Chancelier, le Lord Grand Chambellan, le Lord Grand Connétable et le Comte Maréchal vont à l'est, au sud, à l'ouest et au nord de l'abbaye. À chaque extrémité, l'archevêque appelle à la reconnaissance du souverain avec les mots, 
«Messeigneurs, je présente devant vous..., votre roi (reine) légitime. Vous qui êtes venus en ce jour pour présenter vos hommages, êtes-vous prêts à faire de même ? ». Après l'acclamation populaire du souverain à chaque extrémité, l'archevêque administre le serment au monarque. Depuis la Glorieuse Révolution, le Coronation Oath Act de 1688 impose, entre autres choses, que le souverain « promette et jure de gouverner le peuple de ce royaume d'Angleterre et des dominions qui lui appartiennent selon leurs lois et coutumes respectives ». Plus tard, le serment a par ailleurs été modifié sans autorité officielle ; par exemple, au couronnement d'Élisabeth II, l'échange entre la reine et l'archevêque fut :
L'archevêque de Cantorbéry : Promettez et jurez solennellement de gouverner les peuples du Royaume-Uni de Grande-Bretagne et d'Irlande du Nord, du Canada, d'Australie, de Nouvelle-Zélande, de l'Union d'Afrique du Sud, du Pakistan, de Ceylan et de vos possessions et autres territoires selon leurs lois et coutumes respectives ?"
La Reine : "Je le promets solennellement."
L'archevêque : "Emploierez-vous tout votre pouvoir à faire exécuter avec humanité la loi et la justice dans tous vos jugements ? "
La Reine : "Oui, je le ferai."
L'archevêque : "Soutiendrez-vous par-dessus tout les lois du Seigneur et la parole des Évangiles ? Soutiendrez-vous par-dessus tout dans le Royaume-Uni la religion protestante réformée affermie par la loi ? Soutiendrez-vous et préserverez-vous inviolée l'établissement de l'Église d'Angleterre, et la doctrine, le culte, la discipline et le gouvernement correspondante, par les lois validées en Angleterre ? ...
La Reine : "Je promets de faire tout cela. Les choses que j'avais déjà promises, je les ferai, et maintiendrai. Que Dieu m'aide pour cela."
Le monarque prête également serment de préserver le gouvernement presbytérien de l'Église d'Écosse. Cette partie est réalisée avant le couronnement.
Une fois le serment réalisé, un ecclésiastique présente une Bible au monarque et déclare "Voici la Sagesse ; Ceci est la Loi royale ; Ce sont les Oracles vivants de Dieu". La Bible employée est une Bible du roi Jacques complète, incluant les apocryphes. Lors du couronnement d'Élisabeth II, la Bible fut présentée par le modérateur de l'assemblée générale de l'Église d'Écosse. Une fois la Bible présentée, l'eucharistie est célébrée mais ce service est interrompu après le symbole de Nicée.

## Onction et sacre

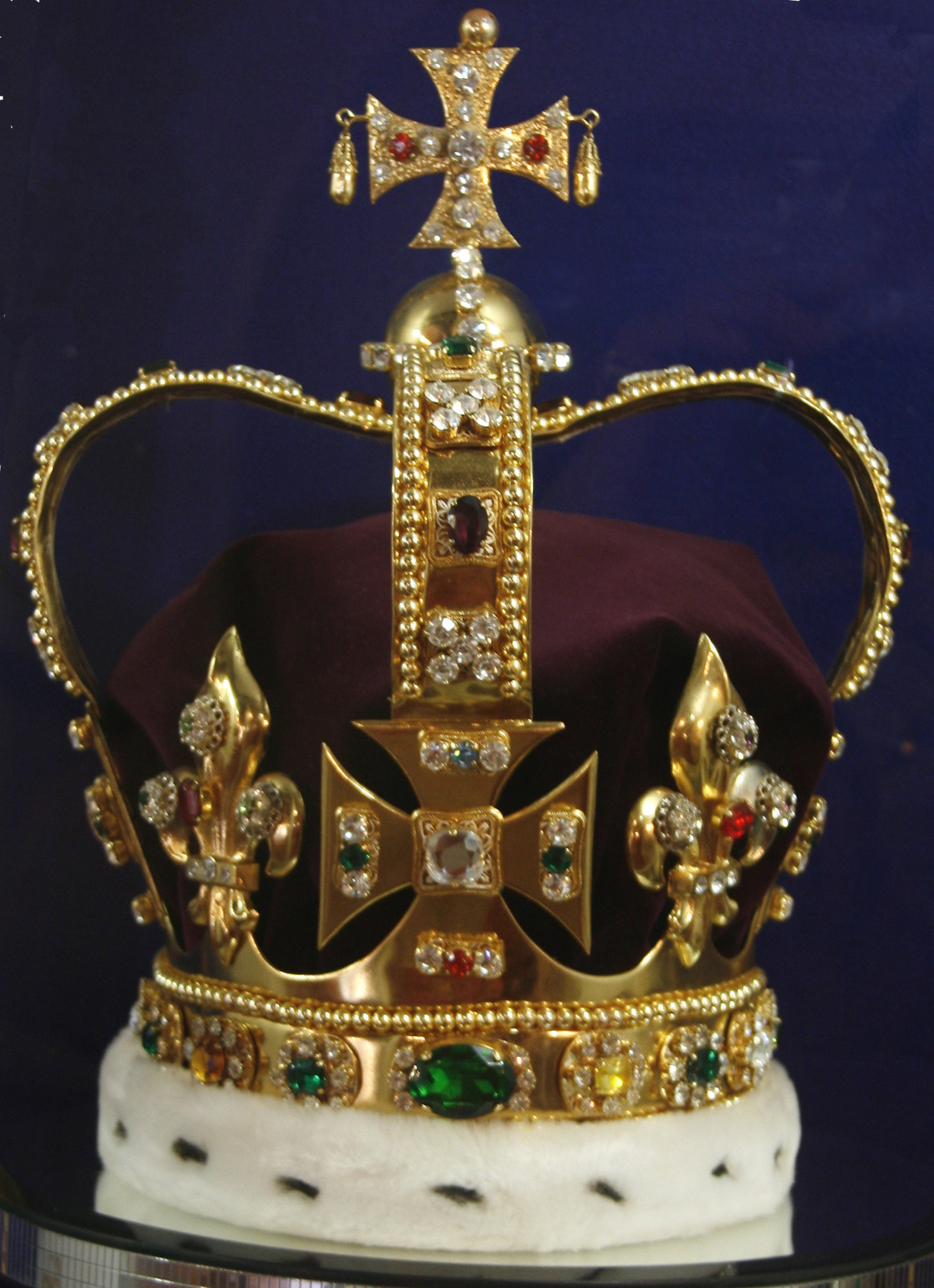
Copie de la couronne de saint Édouard.

Après l'interruption de la communion, la tunique pourpre est retirée et le souverain s'avance vers la King Edward's Chair (« chaise du couronnement »), qui avait été placée sur une position. En 1953, la King Edward's Chair trônait au sommet d'un piédestal de plusieurs marches. Ce trône médiéval possède un emplacement à sa base dans laquelle est placée la pierre du destin pour la cérémonie. Cette dernière était utilisée pour les anciens sacres des rois d'Écosse avant d'être ramenée en Angleterre par Édouard I. Elle a été employée pour chaque couronnement depuis. La pierre était gardée avec la chaise dans l'abbaye de Westminster mais en 1996 elle fut rendue à l'Écosse où elle est exposée au château d'Édimbourg jusqu'au prochain couronnement.
Une fois assis sur cette chaise, un baldaquin est tenu au-dessus de la tête du monarque pour l'onction. La charge de tenir le baldaquin était assurée lors des dernières cérémonies par quatre chevaliers de la Jarretière. Cet élément de la cérémonie est considéré comme sacré et est caché aux yeux du public ; il ne fut pas photographié en 1937 ou filmé en 1953. Le Doyen de Westminster verse de l'huile consacrée depuis une ampoule en forme d'aigle dans une cuillère ; l'archevêque de Cantorbéry oint ensuite le souverain sur les mains, la tête et le cœur. La cuillère en dentelle de pierre est le seul élément des joyaux de la couronne médiévaux à avoir survécu au Commonwealth d'Angleterre. L'archevêque conclut l'onction par une bénédiction.
Le monarque est ensuite habillé de la colobium sindonis placée au-dessus de la supertunica.
Le Lord Grand Chambellan présente les éperons représentant la chevalerie. L'archevêque de Cantorbéry, assisté des autres évêques, offre alors l'épée d'apparat au souverain. Le monarque met ensuite la Robe Royal et la Stole Royal par-dessus la supertunica. L'archevêque présente alors plusieurs joyaux de la couronne au monarque. Il offre tout d'abord le globe royal, une sphère dorée creuse décorée de plusieurs pierres précieuses et semi-précieuses. Le globe est surmonté d'une croix représentant le pouvoir de Jésus sur le monde ; il est rendu à l'autel immédiatement après avoir été reçu. Ensuite le souverain reçoit un anneau représentant son « mariage avec la nation ». Le sceptre à la colombe (ainsi appelé car il est surmonté d'un colombe représentant le Saint-Esprit) et le sceptre à la croix (arborant le Cullinan I) sont donnés au monarque. Alors que le souverain tient les deux sceptres, l'archevêque de Cantorbéry place la couronne de saint Édouard sur sa tête. L'assemblée crie « God Save the King [Queen] » (Dieu sauve le Roi [Reine]) et place ses couronnes et ses couvre-chefs sur sa tête. Des coups de canons sont alors tirés depuis la Tour de Londres.

## Fin de la cérémonie

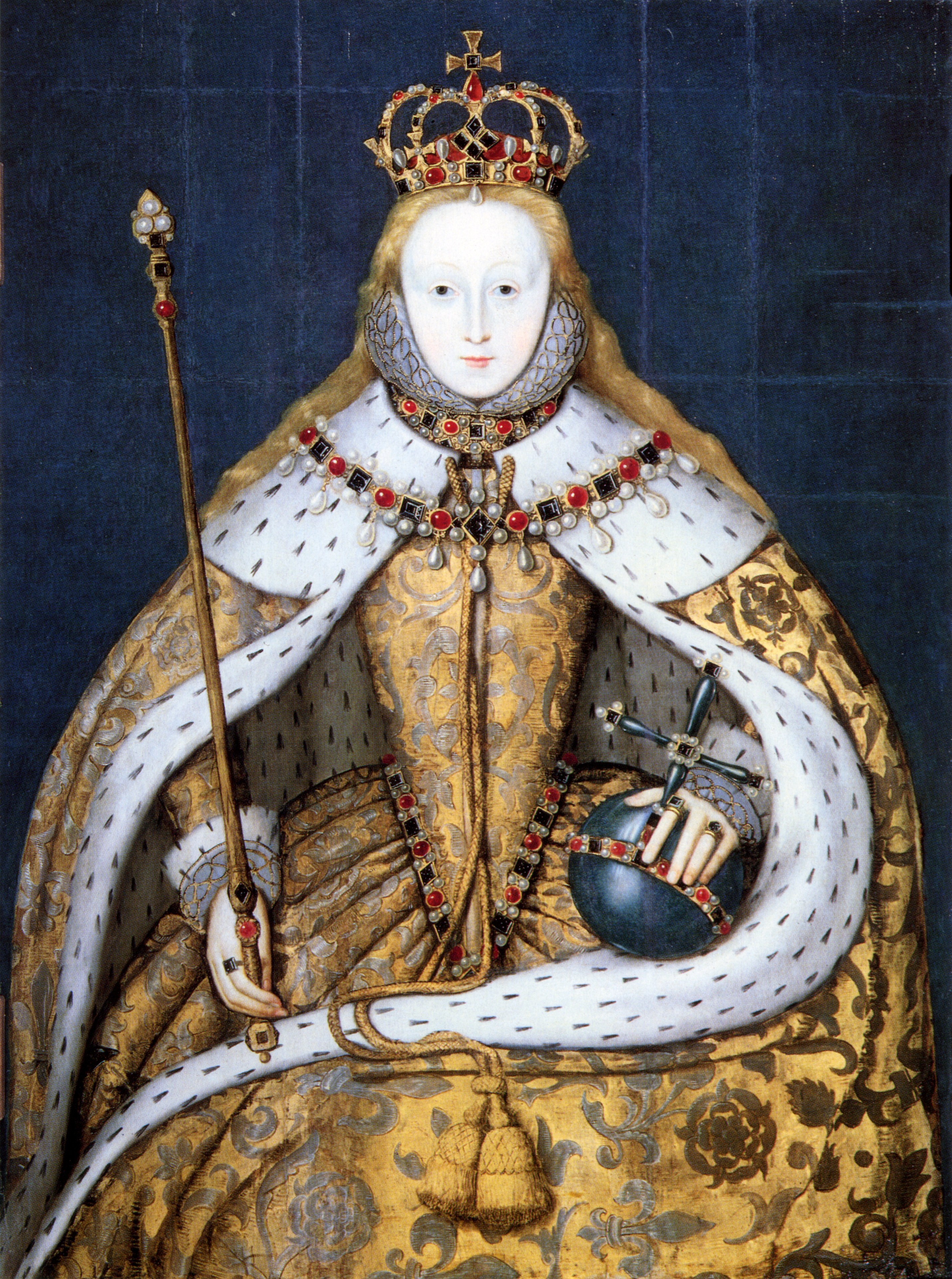
Élisabeth Ire portant la couronne, le sceptre et l'orbe à la fin de son sacre.

Le souverain se rend alors vers le trône. L'archevêque et les évêques jurent leur loyauté en déclarant « Moi, ..., archevêque [évêque] de ..., serai fidèle et loyal envers vous, notre Seigneur souverain, roi [reine] de ce royaume et défenseur de la foi, ainsi qu'envers vos héritiers et successeurs, conformément à la loi. Que Dieu me vienne en aide ». Les pairs s'avancent pour présenter leurs hommages, déclarant « Moi, ..., Duc [Marquis, Comte, Vicomte, Baron ou Lord] de ..., deviens votre serviteur fidèle, en toute loyauté et en vérité, je vous jure fidélité et jure de vivre et de mourir pour vous contre les ennemis de toutes sortes. Que Dieu me vienne en aide ». Les ecclésiastiques, menés par l'archevêque de Cantorbéry présentent leurs hommages ensemble. Les membres de la famille royale présentent leurs hommages individuellement. Les pairs sont menés par les premiers pairs de leur rang : les ducs par le Premier Duc, les marquis par le Premier Marquis et ainsi de suite.
S'il y a une reine consort, elle est couronnée lors d'une cérémonie très simple immédiatement avant la présentation des hommages. L'époux d'une reine n'est cependant pas couronné séparément. La cérémonie de communion interrompue auparavant est alors reprise et terminée.
Le souverain quitte alors la salle de couronnement et entre dans la chapelle de Saint-Édouard (également dans l'abbaye), précédé par les porteurs de l'épée d'apparat, de l'épée de la justice spirituelle, de l'épée de la justice temporelle et de l'épée de la clémence (la lame de cette dernière est symboliquement brisée à son extrémité). La couronne et les sceptres portés par le souverain de même que tous les autres joyaux de la couronne sont laissés sur l'autel ; le monarque retire la Robe Royal et la Stole Royal, échange la crimson surcoat pour la purple surcoat et est habillé de l’impérial Robe of purple velvet. Il ou elle porte alors la couronne impériale d'apparat, prend dans ses mains le sceptre à la croix et le globe et sort de la chapelle tandis que l'assistance chante l'hymne national.

## Musique
La musique jouée à la cérémonie est essentiellement classique et religieuse. Le morceau le plus souvent utilisé est Zadok the Priest, une composition religieuse de George Frideric Handel basée sur des textes de la Bible. Il fut commandé pour le couronnement de George II en 1727 et a été joué à chaque couronnement depuis, une performance inégalée par toute autre pièce. Le I Was Glad d'Hubert Parry fut écrit comme hymne d'entrée lors du couronnement d'Édouard VII et contient un blanc vers le milieu du morceau pour que les élèves de la Westminster School puissent être les premiers commoners à pouvoir acclamer le souverain avec les traditionnels "vivat" alors qu'il entre dans la salle de couronnement. Cet hymne et le Gloria in Excelsis de Charles Villiers Stanford ont également été régulièrement joué lors des dernières cérémonies de même que l'hymne national, God Save the King (ou Queen). Parmi les autres compositeurs joués lors du couronnement d'Élisabeth II figurent Sir George Dyson, Gordon Jacob, Sir William Henry Harris, Herbert Howells, William Walton, Samuel Sebastian Wesley, Ralph Vaughan Williams et Healey Willan.

## Banquet du couronnement

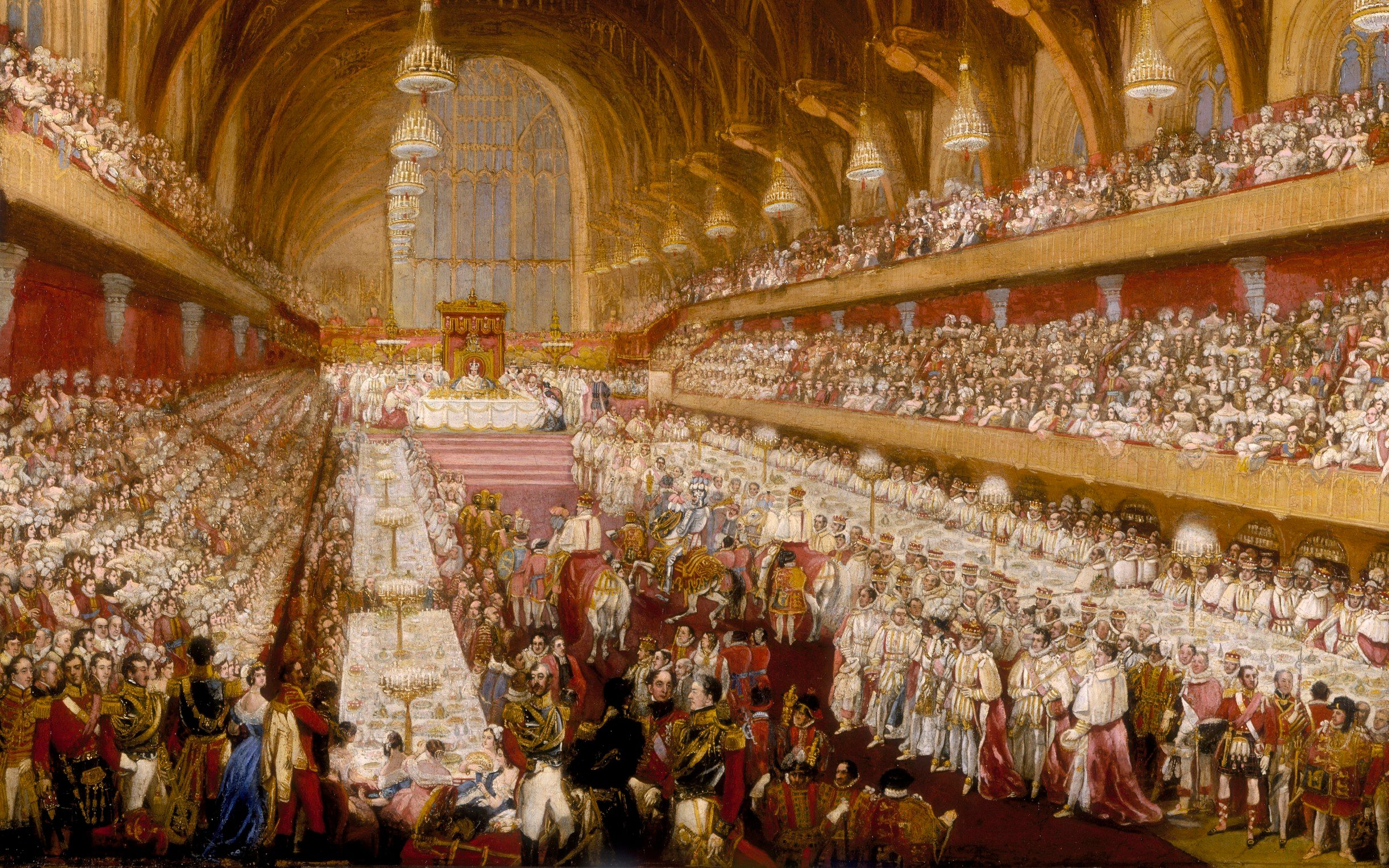
Le banquet du couronnement de George IV eut lieu à Westminster Hall en 1821 ; Il s'agissait du dernier banquet de ce type.

Traditionnellement, la cérémonie était immédiatement suivie d'un banquet à Westminster Hall au Palais de Westminster (qui abrite également les deux chambres du parlement). Le Champion du souverain (le titre étant tenu par la famille Dymoke en relation avec le manoir de Scrivelsby) arrivait dans le hall sur son cheval en portant une armure de chevalier avec le Lord Grand Connétable chevauchant sur sa droite et le Comte Maréchal à sa gauche. Un héraut proclamait ensuite :
« Si quelqu'un, quel que soit son rang, nie que Sa Majesté ..., roi du Royaume-Uni de Grande-Bretagne et d'Irlande, défenseur de la Foi, fils et successeur de notre monarque décédé, soit l'héritier légitime de la couronne impériale du royaume de Grande-Bretagne et d'Irlande ou qu'elle mérite de l'être, voici le champion de Sa Majesté, qui le déclare menteur et traitre et qui est prêt à le combattre en personne et, dans cette querelle, à risquer sa vie contre lui à toute date qui lui sera fixée. »
Le champion du Roi jetait lors son gantelet ; la cérémonie était ensuite répétée au centre du hall et à la "High Table" (ou siégeait le souverain). Le monarque buvait alors au Champion dans une coupe en or qu'il lui transmettrait ensuite.
Les titres de Majordome en chef d'Angleterre, de Grand Découpeur d'Angleterre et de Maitre Découpeur d'Écosse étaient également associés au banquet du couronnement.
Les banquets n'ont pas été tenus depuis le couronnement de George IV en 1821. La cérémonie de George IV fut la plus élaborée de l'histoire mais son frère et successeur William IV supprima le banquet et son désir de supprimer ce couteux banquet est depuis devenu la règle. Un banquet fut envisagé en 1902 pour Édouard VII mais sa maladie soudaine mit un terme à ces plans. En 1953, le plat du Coronation Chicken fut créé pour le repas informel servi aux invités.

## Couronnement en tant qu'empereur
Victoria reçut le titre d'Impératrice des Indes en 1876. Un Darbâr (audience) fut tenu à Delhi le 1er janvier 1877 pour proclamer la création du titre. Victoria n'y participa pas personnellement mais fut représentée par le vice-roi, Robert Lytton. Un darbâr fut tenu le 1er janvier 1903 pour célébrer l'intronisation d'Édouard VII, qui était représenté par son frère, le duc de Connaught. En 1911, George V eut également un darbâr de couronnement mais lui et sa femme y assistèrent en personne. Comme il était jugé inapproprié de réaliser l'onction chrétienne et le couronnement dans un pays largement non-chrétien, George V ne fut pas couronné en Inde et il portait une couronne à son entrée dans le darbâr. Les lois britanniques interdisant la sortie des joyaux de la couronne hors du pays, une couronne séparée appelée la couronne impériale des Indes fut créée pour l'occasion. L'empereur fut intronisé et les princes indiens lui rendirent hommage. Ensuite certaines décisions politiques comme le déplacement de la capitale de Calcutta à Delhi furent annoncées au darbâr. La cérémonie ne fut pas répétée et le titre impérial fut aboli par George VI en 1948 (même si l'Inde était indépendante depuis un an).